# 佐久間式水果糖

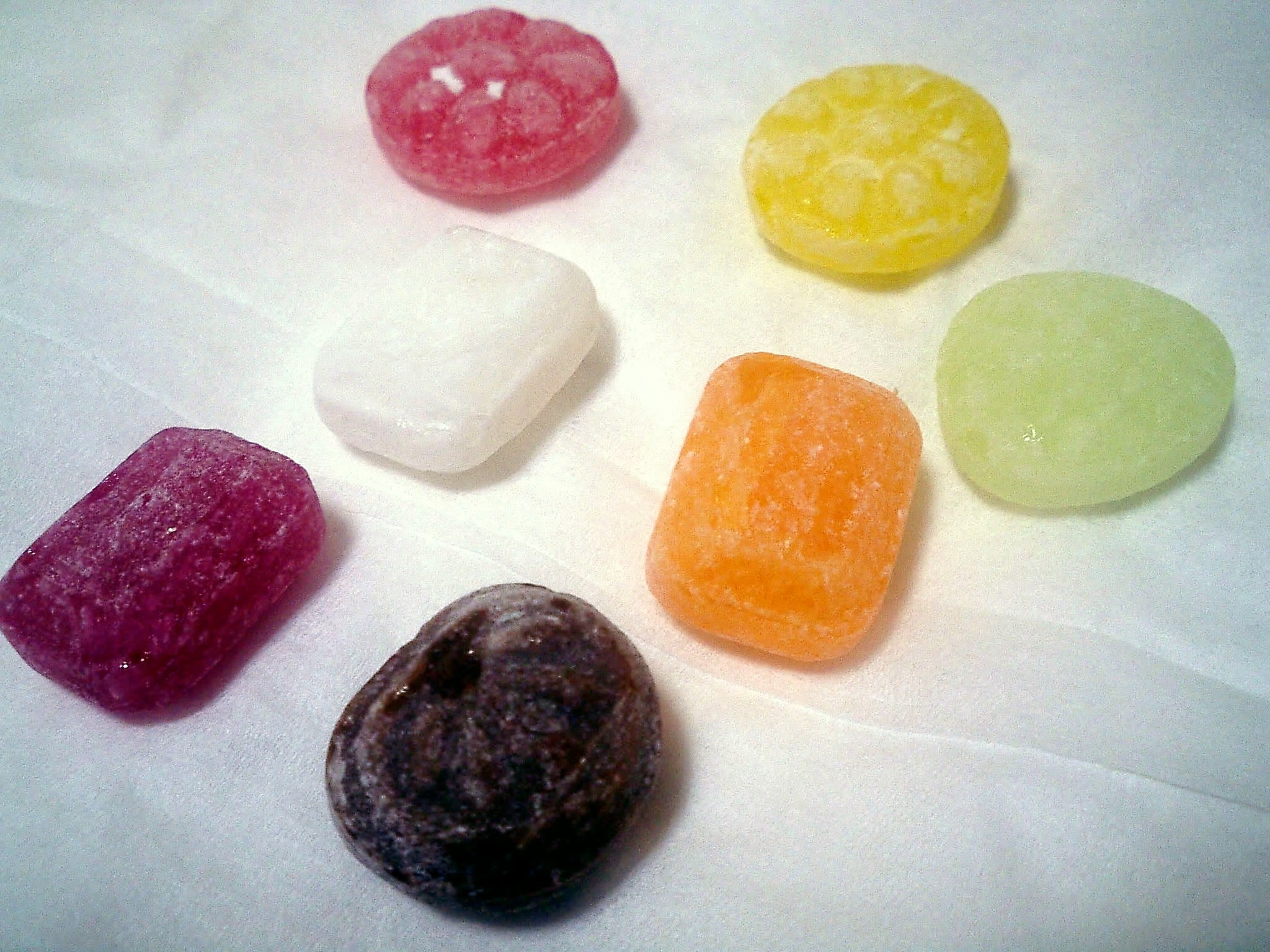
佐久間式水果糖

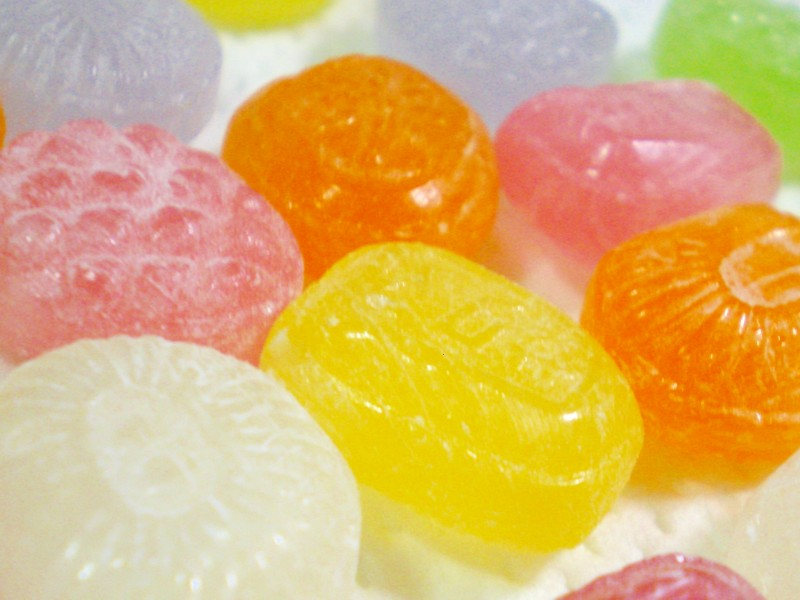
佐久間水果糖

佐久間式水果糖（日语：／ Sakumashiki Doroppusu */?）是日本的果味硬糖，曾由佐久間製菓株式会社售賣。另有サクマ製菓株式会社（以片假名拼寫）售賣的佐久間水果糖。

## 历史
1908年，佐久間惣次郎商店（之後的佐久間製菓株式会社）開始售賣「佐久間式水果糖」，1913年開始盛在金屬罐中。這種糖果使用檸檬酸，夏天不易融化、外觀略顯透明，與以往日本製的水果糖不同。創始人去世後，公司陷入經營危機，從交易對象招聘山田弘隆經營。1937年，山田就任社長。第二次世界大战时期因蔗糖短缺停止生产。1944年停業。
战后，员工横倉信之助於東京豊島区池袋成立「佐久間製菓」。山田弘隆的三子則於渋谷区恵比寿成立「サクマ製菓」。サクマ製菓拥有商品名“佐久間水果糖（ Sakuma Drops）”的使用权。原公司则使用佐久間式水果糖（ Sakuma's Drops）作为商品名。
佐久間式水果糖(Sakuma's Drops)
曾由「佐久間製菓」售賣，金屬罐主色調爲紅色。
佐久間水果糖(Sakuma Drops)
由「サクマ製菓」售賣，金屬罐主色調爲綠色。
最初的公司佐久間製菓於2023年1月20日停止营业。

## 口味
佐久間式水果糖草莓、檸檬、橘子、菠蘿、蘋果、薄荷、葡萄、巧克力
佐久間水果糖草莓、檸檬、橘子、菠蘿、蘋果、薄荷、李子、蜜瓜

## 流行文化
佐久間式水果糖是1988年上映的动漫电影《萤火虫之墓》剧情中的重要道具，也因此被西方观众熟知。已多次发行印有《萤火虫之墓》的角色节子的纪念罐。